# Commission supérieure des inventions
 (juillet 2018).
Si vous disposez d'ouvrages ou d'articles de référence ou si vous connaissez des sites web de qualité traitant du thème abordé ici, merci de compléter l'article en donnant les références utiles à sa vérifiabilité et en les liant à la section « Notes et références ».
En France, une commission supérieure des inventions intéressant la défense nationale fut créée, durant la Première Guerre mondiale, par décret du 11 août 1914 sur l'initiative du ministre de la guerre. Cette commission se substitua à la commission d’examen des inventions intéressant l’armée (anciennement intitulée commission mixte d’examen des armes et des engins de guerre) et devait être constituée de « savants et spécialistes d’une compétence et d’une autorité indiscutables ». 
La commission était divisée en trois sections: 
- électricité, TSF, optique
- explosifs, industries chimiques
- arts mécaniques, aéronautique, moteurs, balistique.

Paul Appell en fut le premier président.
En novembre 1915, la commission fut rattachée sous le nom de commission supérieure des inventions à la nouvelle direction des inventions intéressant la défense nationale. Elle fut ensuite placée sous la tutelle de l'Office national des recherches scientifiques et industrielles et des inventions puis du Centre national de la recherche scientifique appliquée, et enfin du Centre national de la recherche scientifique.